# Konrad Heller
Konrad Heller (* 10. Juli 1875 in Teplitz, Böhmen; † 13. Jänner 1931 in Wien) war ein österreichischer Fotograf.
Konrad Heller kam 1875 als Sohn des Kaufmanns Jakob Ludwig Heller zur Welt. Er besuchte zunächst das Gymnasium in Wien und danach die Graphische Lehr- und Versuchsanstalt für Photographie und Reproductionsverfahren, welche er 1899 abschloss. Er spezialisierte sich auf Landschaftsfotografie, womit zu jener Zeit nur mit mäßig finanziellen Gewinn zu rechnen war.
Durch seine zwischen 1904 und 1909 entstandenen Fotografien der Wachau erlangte er Bekanntheit. Sie hoben sich unter anderem durch die vollkommene Schärfe und hohen Kontraste zwischen Licht und Schatten von anderen Fotografien seiner Zeit ab. Er unternahm auch Reisen in alle Kronländer der Monarchie sowie nach Deutschland, Griechenland, Italien und Schweden. 1910 erhielt er den Staatspreis für Fotografie.
Während des Ersten Weltkriegs arbeitete er als Kriegsberichterstatter. Nach dem Krieg heiratete er Brundhilde Rotter.